# 中村氏 (相模国)
中村氏（なかむらし）は、日本の氏族のひとつ。坂東平氏の一つで、相模国西部に勢力を持ち、源頼朝挙兵時にその軍の中核をなした。師長国造の子孫ともいわれる。

## 歴史

### 中村荘司宗平以前
中村氏は、桓武平氏良文流である平忠頼の子平頼尊に始まるという。頼尊は出家した後、山辺禅師と号した。頼尊の息子が武蔵押領使常遠であり、その息子で横浜市栄区笠間に住した笠間押領使常宗が鎌倉景正に討たれたことが『桓武平氏諸流系図』に記載されている。
そして、常宗の子である宗平の代になって初めて中村の名字を名乗ったとされる。
しかし、諸系図では宗平以前は混乱している傾向が見られる。一般に良文流と言われているが、その兄・良兼の子孫とする系譜も存在し（『富岡家本土肥家系図』）、常遠については平忠常の子に置く系譜も見受けられる（『千葉大系図』）。さらには、記録（『水左記』）には、承暦3年（1073年）押領使景平なる人物が権大夫為季に討たれると記載されていることから、本来は押領使景平の末裔だとも言われている。以上のように、宗平以前は不明なところが多い。

### 中村党の勢力拡大
平宗平は相模国余綾郡中村荘（現・神奈川県小田原市中村原、中井町中村付近）にちなんで中村荘司と称した。中村氏の実質的な始まりだが、一族も発展することとなる。
嫡子の重平は父から中村の名字を継承した。次男の実平は土肥氏を称し、その息子の遠平は小早川氏を称した。三男の宗遠は土屋氏を、四男の友平は二宮氏を、五男の頼平は堺氏をそれぞれ称した。
かくして中村党が形成されたのだが、本宗である中村氏は振るわなかったようで、後に土肥・土屋一族がその中核を占めるようになる。
また、宗平の娘である桂御前は、同じく相模国の豪族である三浦党の岡崎義実に嫁ぎ、義忠・義清兄弟をもうけている。この内、義忠は佐奈田氏を称しているが、弟の義清は母方の叔父である土屋宗遠の養子となり、土屋氏を称している。
もう一人の宗平の娘である満江御前は伊豆国の伊東祐親に嫁いでいるが、諸系図を見ると中村党と伊東（久須見）一族と密接に婚姻関係を結んでいたのが分かる。
宗平の娘と祐親の間には、河津祐泰、伊東祐清、八重姫、万劫御前らが生まれたが、この内、万劫御前は最初は工藤祐経の妻であったが、後に土肥遠平と再婚している（遠平の娘は、祐経の子・伊東祐時に嫁いでいる）。河津祐泰は曾我兄弟の父として有名だが、祐泰の妻・満江御前は最初は源仲成に嫁ぎ、最初の夫との間に出来た娘は二宮友平の息子・友忠に嫁いでいる。

### 鎌倉党との抗争と石橋山の戦い
中村宗平は父が鎌倉権五郎景正に討たれたゆえんか、鎌倉党を敵対勢力と見なしていたようで、天養元年（1144年）の源義朝の大庭御厨乱入事件に積極的に参加している。
治承4年（1180年）に、義朝の息子の源頼朝が挙兵すると宗平も、これに参加し、一族を引き連れて北条、加藤、天野、佐々木の諸氏と共に山木館襲撃に参加している。
その後、頼朝勢は石橋山に進撃し、石橋山の戦いが始まるが、これを迎え撃った平家方の大将は鎌倉党の大庭景親であり、その許には梶原、俣野、長尾と言った鎌倉氏の一族が多数馳せ参じていた。他方、頼朝勢には、宗平嫡孫の中村景平・盛平兄弟（中村重平の子）、土肥実平親子、土屋宗遠親子、岡崎義実・佐奈田義忠親子と言った中村党の面々が多数参加していた（ちなみに、宗平自身は老齢が理由か、直接は参戦していない）。この内、岡崎親子は三浦党の人物だが、上記の姻戚関係などからすると実質的には中村党の人物と言った方が近い（岡崎氏の諸氏は、後に土屋・土肥の諸氏と共に活動していることが多い）。
他にも、頼朝勢には、佐々木、北条と言った多数の諸氏が加わっていたが、実質的には中村党が中枢を占めていた。頼朝が本陣を置いたのが土肥実平の所領であり、石橋山の戦いは見方次第では中村党と鎌倉党の戦いとも見て取れる。なお、平家方には縁戚である伊東祐親一族も参加しており、同族同士の戦いの側面もある。
戦いは頼朝勢の大敗に終わり、多くの中村党の人物が討死した。佐奈田義忠の戦死は余りにも有名だが、土屋宗遠の子・忠光も討ち死にしており、中村景平・盛平兄弟も後に記録に見えないことから、この時に討死にした可能性が高い。北条時政の長男・宗時も後に討死にしているが、彼は宗平の曾孫である。
土肥実平は敗走する頼朝に付き従って安房国に落ち延びているが、その間のやりとりが、『吾妻鏡』、『源平盛衰記』に記載されている。

### 和田合戦
頼朝が再起すると、中村党もこれに従い、平家追討、奥州合戦に参加し、鎌倉幕府樹立に功を立てている。なお、中村氏の本宗は絶え、土肥・土屋一族が中枢を担うようになったが、『吾妻鏡』にも「土肥・土屋の一族」と記載している。
建保元年（1213年）の和田合戦には、土肥・土屋・岡崎一族は和田方に加わり、多数の者が討ち死にしたことが『吾妻鏡』に見出される。
その後、生き残った一族は、甲斐、越中、安芸などの豪族として発展した。

## 人物
- 中村宗平 - 中村荘司
- 中村重平 - 中村次郎？中村太郎？
- 中村景平（？～1180年？） - 中村太郎
- 中村盛平（？～1180年？） - 中村次郎
- 摩々局…源義朝の乳母。所領が早川庄内であることから、中村氏出身と見られる。

## 系図
```
※通字の「常」は「恒」「桓」とも書かれることがある。また「貞」も「定」と書かれることがある。

　　
平良文

（村岡五郎）
 　　：（一代隔）
　　
平頼尊

（山辺悪禅師）
 　　┣━━━┳━━━━┓
　　
平常遠
　
平常貞
　
平頼貞

（武蔵
押領使
）　　（土屋郷住）
 　　┃
　　
平常宗

（笠間押領使）
 　　┣━━━━━┓
　
中村宗平
　　　
平恒実

（中村荘司）（土屋郷住）
 　　┣━━━━━━━┳━━━┳━━━━┳━━━━┳━━━━┳━━━┓
　　
重平
　　　　　
土肥実平
  
桂御前
　
満江御前
　
土屋宗遠
　
二宮友平
　
堺頼平
[
要出典
]

 　　┣━━┓　　　　┃　　　　　　　　　　　　　┃　　　　┃
　　
景平
　
盛平
　　
土肥遠平
　　　　　　　　　　
土屋氏
　　
二宮氏
```

## 一族
- 山辺氏
- 笠間氏
- 土肥氏
  - 小早川氏
- 土屋氏
- 二宮氏
  - 神保氏
- 堺氏